# Radostov
Radostov, bis 1949 Starý Radostov (deutsch Radistau), ist eine Gemeinde in Tschechien. Sie liegt vier Kilometer südöstlich von Nechanice und gehört zum Okres Hradec Králové.

## Geographie

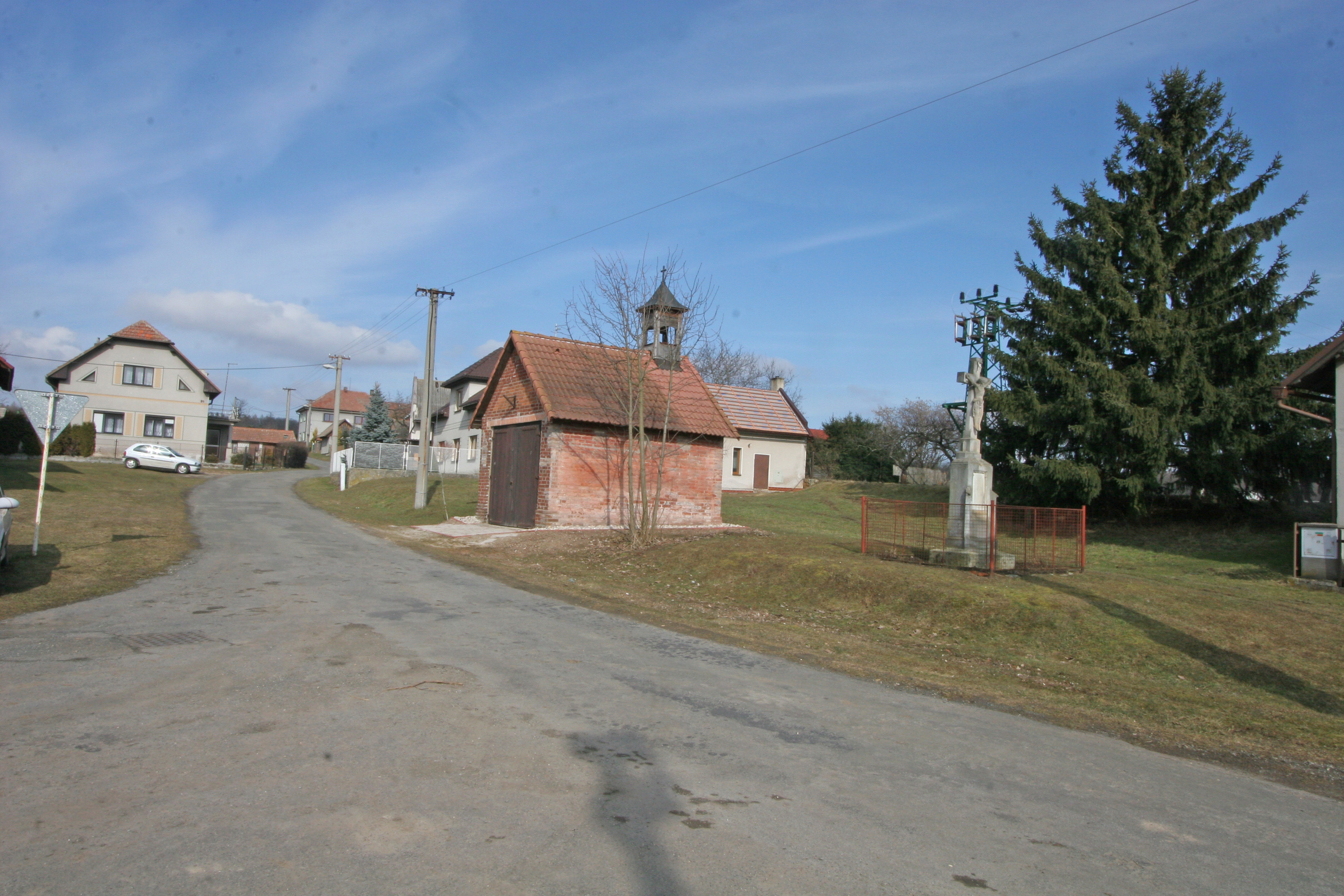
Im Dorf

Radostov befindet sich beiderseits des Radostovský potok, eines linken Zuflusses der Bystřice, auf der Ostböhmischen Tafel. Südlich erhebt sich der Hügel Kozí kopec (286 m). Anderthalb Kilometer nördlich liegt das Schloss Hrádek u Nechanic.
Nachbarorte sind Hrádek im Nordosten, Radíkovice im Osten, Libčany im Südosten, Želí und Roudnice im Süden, Horka und Homyle im Südwesten, Boharyně im Westen sowie Kunčice und Nechanice im Nordwesten.

## Geschichte
Radostov wurde im 11. oder 12. Jahrhundert im Zuge der Kolonisation der Waldgebiete Ostböhmens angelegt. Es wird angenommen, dass der Ausgangspunkt des Ortes eine hölzerne Feste mit Vorwerkshof gewesen ist. Die erste schriftliche Erwähnung des Dorfes erfolgte 1395. Besitzer war zu dieser Zeit der Vladike Aldyk von Radostov.
1663 erwarben die Grafen Harrach die Güter und schlossen sie an die Herrschaft Stěžery an, bei der das Dorf bis 1848 verblieb.
Nach der Aufhebung der Patrimonialherrschaften bildete Radostov ab 1850 bestehend aus den Ortsteilen Starý Radostov und Nový Radostov eine Gemeinde im Bezirk Hradec Králové. Von 1878 bis 1948 trug die Gemeinde, nach dem größeren der beiden Dörfer, den Namen Starý Radostov. 1949 erhielt sie wieder den Namen Radostov und wurde dem Okres Hradec Králové-okolí zugeordnet. Seit 1961 gehört Radostov zum Okres Hradec Králové. Im Jahre 1980 verloren Starý Radostov und Nový Radostov ihren Status als Ortsteile. Zwischen 1985 und 1991 war Radostov zu Libčany eingemeindet. Mit Beginn des Jahres 1992 besteht die Gemeinde wieder. Seit 2003 führt Radostov ein Wappen.

## Gemeindegliederung
Für die Gemeinde Radostov sind keine Ortsteile ausgewiesen. Radostov besteht aus den Ortslagen Starý Radostov (Alt Radistau) und Nový Radostov (Neu Radistau), die durch den Radostovský potok getrennt werden.